# Anton Delvig

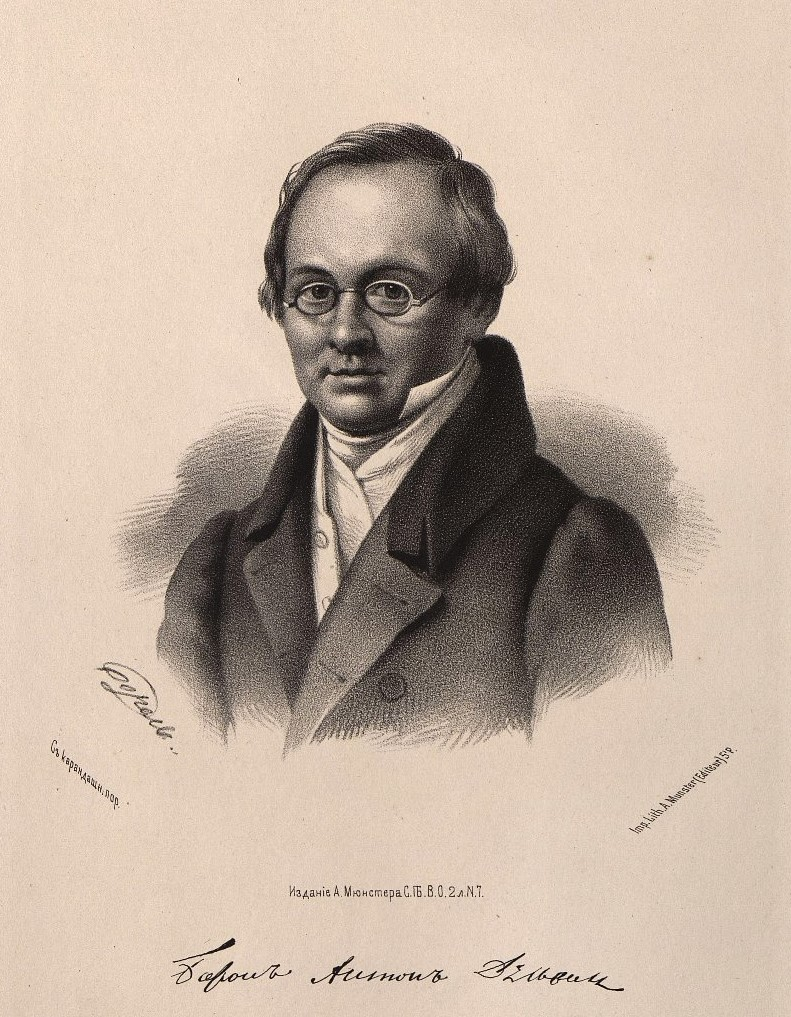
Anton Delvig

Anton Antonovitsj Delvig (Russisch: Антон Антонович Дельвиг, Duits: Anton Delwig) (Moskou, 17 augustus 1798 – Sint-Petersburg, 26 januari 1831) was een Russisch schrijver en dichter.

## Leven en werk
Delvig werd geboren als zoon van een militair. Hij studeerde samen met Aleksandr Poesjkin aan het Tsarskoje Selo-lyceum te Sint-Petersburg, waar zij intensief bevriend raakten. Reeds tijdens zijn studietijd bleek Delvigs literaire talent en passie voor de dichtkunst. Na zijn studie werkte hij een tijdje als assistent-bibliothecaris en ambtenaar, maar onderscheidde zich vooral door fantasie en luiheid, mede waardoor hij bij tijd en wijle op de rand van de armoede verkeerde. Samen met de dichter Jevgeni Baratinski en een alcoholverslaafde huisknecht leidde hij in de sloppenwijken van Sint-Petersburg enkele jaren een karig maar vrolijk bestaan.
In 1825 kende hij zijn eerste succes met het uitgeven van de literaire almanak “Noordelijke bloemen”. In dat jaar trouwde hij ook met een begaafde en mooie vrouw, die zijn huis tot een bekende literaire salon maakte, waar Frans in de plaats van Russisch werd gesproken. In 1830 werd hij redacteur van het nieuwe literaire tijdschrift “Literatoernaja Gazeta”, waaraan onder anderen ook Aleksandr Poesjkin, Ivan Krylov en Aleksej Chomjakov meewerkten.
Tegenstanders hielden Delvig in zijn tijd wel voor een epigoon van Poesjkin en Baratinski, sommigen meenden zelfs dat veel van zijn gedichten door hen geschreven waren. Pas in de twintigste eeuw kreeg Delvig hernieuwde waardering als origineel en zuiver dichter binnen de romantisch-classicistische traditie. Zijn werk omvat twee klassen: ‘antieke’ gedichten, idyllen en brieven enerzijds en Russische liederen anderzijds.

## Gedicht
Doden, ach, het vogeltje

Boze stromen; 

Brachten om de jongeling

Boze tongen!
Vloog te laat het vogeltje

Naar de zeekust; 

Vlood te laat de jongeling

Naar de bossen!
Boven zee is golfgedruis,

Zijn geen stormen,

In het bos gaan geesten rond,

En geen mensen!
(vertaling Peter Zeeman)